# Инджон (правитель Корё)
Инджон (кор. 인종, 仁宗, Injong) — 17-й правитель корейского государства Корё, правивший в 1122—1146 годах. Имя — Хэ (кор. 해, 楷, Hae). Второе имя — Инпхё (кор. 인표, 仁表, Inpyo).
Посмертный титул — Кыган Конхё-тэван.
В 1126 году Ли Чжагём, внук Ли Чжаёна — аристократа, выдавшего трех своих дочерей за короля Мунджона, дважды предпринял попытки убить короля и прийти к власти при помощи чжурчженьского государства Цзинь, однако никто не поддержал его. Ли Чжагём был схвачен и отправлен в ссылку. 
В народе стало зреть недовольство безраздельным правлением чиновников из числа  родственников правителей. Многие «новые чиновники», пришедшие к власти через экзамены «кваго» и служившие в западной столице Согёне (современный Пхеньян), объединились вокруг буддийского монаха Мёчхона, который на основе геомантии, предложил вану Инджону «провозгласить государство Корё империей» и перенести столицу в Согён. Этим он обещал обеспечить безопасность и процветание государству. Но столичная аристократия из Кэгёна стала противиться переносу столицы в Согён и выступала за войну против Цзинь. Мёчхон со своими сторонниками поднял восстание (1135 год), но оно было подавлено правительственными войсками, которыми руководил Ким Бусик.